# Burgh Castle (pueblo)
Burgh Castle es un pueblo y una parroquia civil del distrito de Great Yarmouth, en el condado de Norfolk (Inglaterra). Su nombre proviene del Burgh.

## Demografía
Según el censo de 2001, Burgh Castle tenía 955 habitantes (478 varones y 477 mujeres). 178 de ellos (18,64%) eran menores de 16 años, 695 (72,77%) tenían entre 16 y 74, y 82 (8,59%) eran mayores de 74. La media de edad era de 41,78 años. De los 777 habitantes de 16 o más años, 177 (22,78%) estaban solteros, 454 (58,43%) casados, y 146 (18,79%) divorciados o viudos. 441 habitantes eran económicamente activos, 412 de ellos (93,42%) empleados y 29 (6,58%) desempleados. Había 8 hogares sin ocupar, 376 con residentes y 65 eran alojamientos vacacionales o segundas residencias.
| 189                         | 217 | 239 | 270 | 327 | 344 | - | - | 518 | 469 | 527 | 529 | 534 | 595 | - | 593 | 594 |
| (Fuente: Vision of Britain) |     |     |     |     |     |   |   |     |     |     |     |     |     |   |     |     |